# Milltown (Dakota del Sur)
Milltown es un lugar designado por el censo ubicado en el condado de Hutchinson en el estado estadounidense de Dakota del Sur. En el Censo de 2010 tenía una población de 10 habitantes y una densidad poblacional de 8,84 personas por km².

## Geografía
Milltown se encuentra ubicado en las coordenadas 43°25′29″N 97°48′39″O / 43.42472, -97.81083. Según la Oficina del Censo de los Estados Unidos, Milltown tiene una superficie total de 1.13 km², de la cual 1.13 km² corresponden a tierra firme y (0.46%) 0.01 km² es agua.

## Demografía
Según el censo de 2010, había 10 personas residiendo en Milltown. La densidad de población era de 8,84 hab./km². De los 10 habitantes, Milltown estaba compuesto por el 100% blancos, el 0% eran afroamericanos, el 0% eran amerindios, el 0% eran asiáticos, el 0% eran isleños del Pacífico, el 0% eran de otras razas y el 0% pertenecían a dos o más razas. Del total de la población el 0% eran hispanos o latinos de cualquier raza.